# NedGuide – Virtuelle Fachbibliothek Niederländischer Kulturkreis
Die Virtuelle Fachbibliothek (ViFa) Niederländischer Kulturkreis, NedGuide, war ein wissenschaftliches Internetportal für die Bereiche Niederlandistik und Niederlande-Studien. NedGuide hatte ein breites Spektrum an fachspezifischen Online-Informationsquellen im Angebot, so u. a. Bibliographien und Datenbanken, eine umfangreiche Sammlung fachlich erschlossener Internetquellen und Volltexte sowie aktuelle Fachnachrichten.
NedGuide ist entstanden als DFG-gefördertes Kooperationsprojekt zwischen der Universitäts- und Landesbibliothek (ULB) Münster und dem Zentrum für Niederlande-Studien der Westfälischen Wilhelms-Universität Münster. Nach Projektende war die Virtuelle Fachbibliothek dem DFG-Sammelschwerpunkt Niederländischer Kulturkreis der ULB Münster angegliedert. NedGuide war darüber hinaus Partner des mittlerweile eingestellten interdisziplinären Internetportals vascoda.
Im März 2012 wurde NedGuide abgelöst durch die Virtuelle Fachbibliothek Benelux.

## Veröffentlichungen
- NedGuide – Virtuelle Fachbibliothek Niederländischer Kulturkreis. In: BIBLIOTHEKSDIENST Heft 10, 2000. ddb.de, archiviert vom Original am 15. Oktober 2013; abgerufen am 13. September 2019.